# Comte de Dorset
Le titre de comte de Dorset a été créé trois fois dans la pairie d'Angleterre. Le titre de duc de Dorset a été créé en 1720 pour Lionel Cranfield Sackville dans la pairie de Grande-Bretagne. Ce dernier fut le dernier comte et le premier duc. Le titre de duc s'éteindra en 1843.
Le titre est lié au comté de Dorset dans le sud-ouest de l'Angleterre. Il y a aussi eu des marquis de Dorset.

## Histoire du titre
Le titre de comte a été créé en 1411 pour Thomas Beaufort, qui fut plus tard créé duc d'Exeter. Le titre s'éteint avec lui.
Il fut créé une nouvelle fois en 1442 pour Edmond Beaufort, qui fut ensuite créé marquis de Dorset (1443), duc de Somerset (1448).
Ces titres furent repris à son successeur pour trahison.
La dernière création fut en 1604 pour Thomas Sackville, 1er baron Buckhurst. En 1720, le 7e comte fut créé duc de Dorset dans la pairie de Grande-Bretagne. Le titre de comte s'éteint avec lui. À la mort du 5e duc en 1843, le titre de duc s'éteint aussi.

## Première création (1411)
- 1411-1426 : Thomas Beaufort († 1426), duc d'Exeter (1416).

## Deuxième création (1442)
- 1442-1455 : Edmond Beaufort (1406-1455), marquis de Dorset (1443), comte de Somerset (1444) duis duc (1448) ;
- 1455-1461 et 1463-1464 : Henri Beaufort (1436-1464), 2e duc de Somerset. Portait le titre depuis 1448. Exécuté pour trahison.

Pas de descendance légitime, le titre est éteint.

## Troisième création (1604)
- 1604-1608 : Thomas Sackville (1536-1608) ;
- 1608-1609 : Robert Sackville (1561-1609) ;
- 1609-1624 : Richard Sackville (1589-1624) ;
- 1624-1652 : Edward Sackville (1590-1652), petit-fils de Thomas ;
- 1652-1677 : Richard Sackville (1622-1677) ;
- 1677-1706 : Charles Sackville (1638-1706) ;
- 1706-1765 : Lionel Cranfield Sackville (1688-1765), 1er duc de Dorset (1720). Fils du précédent.

Le titre de comte de Dorset est éteint.

## Duc de Dorset (1706)
- 1720-1765 : Lionel Cranfield Sackville (1688 – 1765) (cf ci-dessus) ;
- 1765-1769 : Charles Sackville (1711 – 1769) ;
- 1769-1799 : John Frederick Sackville (1745 – 1799) ;
- 1799-1815 : George John Frederick Sackville (1793 – 1815) ;
- 1815-1843 : Charles Sackville-Germaine (1767 – 1843).

Le titre de duc de Dorset s'éteint.